# Мустафи, Шкодран
Шкодра́н Муста́фи (алб. Shkodran Mustafi; 17 апреля 1992, Бад-Херсфельд) — немецкий футболист, выступавший на позиции защитника. Играл за сборную Германии.
Мустафи родился в Германии в семье албанских эмигрантов. Воспитывался в системе клуба «Гамбург», однако свою взрослую карьеру начал в «Эвертоне», пополнив ряды «ирисок» в 2009 году. В 2012 году перебрался в итальянскую «Сампдорию», помог ей вернуться в Серию A. С 2014 года выступал в составе «Валенсии», являясь основным крайним защитником «летучих мышей». Летом 2016 года стал игроком лондонского «Арсенала». 2 февраля 2021 присоединился к «Шальке 04»
Шкодран выступал абсолютно во всех юношеских и молодёжных сборных Германии, начиная с 15 лет. Вместе с юношеской командой до 17 лет выигрывал чемпионат Европы 2009 года, а с первой сборной Бундестим взял золотые медали на мировом первенстве в Бразилии.

## Биография
Шкодран Мустафи родился 17 апреля 1992 года в немецком городе Бад-Херсфельд в семье албанцев родом из небольшого городка Гостивара, который находится на территории современной Македонии. Шкодран начинал свою карьеру в любительском клубе «Бебра», затем транзитом через «Ротенбург» оказался в академии «Гамбурга». В 2007 году он подписал молодёжный контракт и два сезона выступал в составе фарм-клуба «динозавров». В 2009 году Мустафи пополнил ряды английского «Эвертона», подписав контракт на три года.

## Клубная карьера
В составе ливерпульского клуба практически не играл, лишь раз появившись на поле в футболке основной команды. Случилось это в декабре 2009 года в матче Лиги Европы 2009/10 против БАТЭ. Впоследствии ещё несколько раз попадал в заявку первой команды на матчи английского первенства, однако больше на поле не выходил.
3 января 2012 года Шкодран перешёл в итальянскую «Сампдорию». До конца сезона провёл всего один матч, дебютировав в рамках Серии B 26 мая 2012 года в поединке против «Варезе» (1:3). В следующем сезоне «Сампдория» начала играть в высшем дивизионе Италии и Шкодран изначально не пробивался в стартовый состав. 11 ноября он сыграл свой первый матч в рамках Серии A против «Палермо» (0:2). До конца сезона отметился ещё в 19 матчах, большую часть из которых начинал в основе. Сезон 2013/14 получился для Мустафи сверхудачным. Он окончательно закрепился в основе «дории», а также удостоился вызова в основную сборную Германии. В этом же сезоне защитник забил первый гол на клубном уровне, добыв победу в поединке против «Аталанты» (1:0). Всего же в этом сезоне провёл 33 матча из 38 возможных, став одним из самых стабильных игроков своей команды.
6 августа 2014 года перешёл в испанскую «Валенсию». Шкодран стал 16-м действующим чемпионом мира, который когда-либо играл в составе левантийской команды. Дебютировал в составе «летучих мышей» 25 сентября в поединке против «Кордобы» (3:0). После этой встречи закрепился в основе «Валенсии» и ровно через месяц забил первый гол, поразив ворота «Эльче» (3:1). Ещё через неделю оформил дубль в поединке против «Вильярреала» (1:3). За три сезона проведённые в «Валенсии» Мустафи сыграл 81 матч и забил 6 голов.
30 августа 2016 года Мустафи перешёл в лондонский «Арсенал», с которым заключил контракт на пять лет. Сумма трансфера не разглашалась, но по оценкам спортивных СМИ могла составить более 35 млн фунтов. Дебют футболиста состоялся 10 сентября в 4 туре чемпионата Англии в матче против «Саутгемптона» (2:1), где Мустафи вышел в стартовом составе.

## Карьера в сборной
В мае 2009 года принимал участие в чемпионате Европы для юношей до 17 лет, где вместе со своей сборной стал чемпионом. Здесь он выступал с такими игроками как Марио Гётце, Маттиас Циммерман, Марк-Андре тер Штеген, Бернд Лено и др. Затем Мустафи играл в молодёжной сборной и отправлялся на чемпионат Европы 2013 года, который сборная Германии провалила, выиграв всего один матч против россиян (3:2). 15 октября провел последний матч в составе молодёжки против сборной Фарерских Островов (3:2).
В составе национальной сборной дебютировал 13 мая 2014 года в товарищеском матче против сборной Польши. Был включён в заявку сборной на чемпионат мира 2014 года, где провёл три матча и получил травму бедра в матче 1/8 финала против сборной Алжира. Первый гол за сборную забил 12 июня 2016 года в матче против сборной Украины на групповом этапе чемпионата Европы.

## Достижения
Командные
«Арсенал»
- Обладатель Кубка Англии (2): 2016/17, 2019/20
- Итого: 2 трофея

Сборная Германии (до 17)
- Чемпион Европы среди юношей до 17 лет: 2009
- Итого: 1 трофей

Сборная Германии
- Чемпион мира: 2014
- Обладатель Кубка конфедераций: 2017
- Итого: 2 трофея

## Клубная статистика
| Выступление      | Выступление      | Выступление      | Лига | Лига | Кубки | Кубки | Еврокубки | Еврокубки | Итого | Итого |
| Клуб             | Лига             | Сезон            | Игры | Голы | Игры  | Голы  | Игры      | Голы      | Игры  | Голы  |
| ---------------- | ---------------- | ---------------- | ---- | ---- | ----- | ----- | --------- | --------- | ----- | ----- |
| Эвертон          | Премьер-лига     | 2009/10          | 0    | 0    | 0     | 0     | 1         | 0         | 1     | 0     |
| Эвертон          | Премьер-лига     | 2010/11          | 0    | 0    | 0     | 0     | 0         | 0         | 0     | 0     |
| Эвертон          | Итого            | Итого            | 0    | 0    | 0     | 0     | 1         | 0         | 1     | 0     |
| Сампдория        | Серия A          | 2011/12          | 1    | 0    | 0     | 0     | 0         | 0         | 1     | 0     |
| Сампдория        | Серия A          | 2012/13          | 17   | 0    | 0     | 0     | 0         | 0         | 17    | 0     |
| Сампдория        | Серия A          | 2013/14          | 33   | 1    | 2     | 0     | 0         | 0         | 35    | 1     |
| Сампдория        | Итого            | Итого            | 51   | 1    | 2     | 0     | 0         | 0         | 53    | 1     |
| Валенсия         | Примера          | 2014/15          | 33   | 4    | 3     | 0     | 0         | 0         | 36    | 4     |
| Валенсия         | Примера          | 2015/16          | 30   | 2    | 4     | 0     | 10        | 0         | 44    | 2     |
| Валенсия         | Примера          | 2016/17          | 1    | 0    | 0     | 0     | 0         | 0         | 1     | 0     |
| Валенсия         | Итого            | Итого            | 64   | 6    | 7     | 0     | 10        | 0         | 81    | 6     |
| Арсенал          | Премьер-лига     | 2016/17          | 26   | 2    | 4     | 0     | 7         | 0         | 37    | 2     |
| Арсенал          | Премьер-лига     | 2017/18          | 27   | 3    | 3     | 0     | 8         | 0         | 38    | 3     |
| Арсенал          | Премьер-лига     | 2018/19          | 31   | 2    | 3     | 0     | 6         | 1         | 40    | 3     |
| Арсенал          | Премьер-лига     | 2019/20          | 15   | 0    | 5     | 0     | 7         | 1         | 27    | 1     |
| Арсенал          | Премьер-лига     | 2020/21          | 3    | 0    | 1     | 0     | 5         | 0         | 9     | 0     |
| Арсенал          | Итого            | Итого            | 102  | 7    | 16    | 0     | 33        | 2         | 151   | 9     |
| Всего за карьеру | Всего за карьеру | Всего за карьеру | 217  | 14   | 25    | 0     | 44        | 2         | 286   | 16    |

1. ↑  В графу «Кубки» входят игры и голы в национальных кубках, кубках лиги и суперкубках.
2. ↑  В графу «Еврокубки» входят игры и голы в европейских международных клубных турнирах.